# シス–トランス異性体
シス–トランス異性体（シス–トランスいせいたい、英: cis–trans isomer） または幾何異性体（きかいせいたい、英: geometrical isomer）は有機化合物や錯体の立体異性体の一種である。
「幾何異性体」という名称はIUPACでは推奨されていない。
シス–トランス異性体と呼ばれるものは次の3種類である。
1. 有機化合物の二重結合への置換による異性
2. 環状化合物の環への置換による異性
3. 錯体配位子の位置の違いによる異性

## 二重結合
まず炭素の二重結合に2つずつの異なった基が結合する場合を例に取ると、主鎖（炭素数最多の鎖）となる炭素骨格が同じ側（同じ炭素ではない）につくとシス (cis) 型、反対側につくとトランス (trans) 型の幾何異性体となる。IUPACでは基の優先度（置換基の順位規則。カーン・インゴルド・プレローグ順位則）が定められており、その基準で置換基の配置がシス型のときZ、トランス型のときEとして表す。Zはドイツ語のzusammen（いっしょに）、Eはentgegen（逆に）（いずれも副詞）に由来する。
ただし、炭素‐窒素間あるいは窒素‐窒素間の2重結合による幾何異性の場合（オキシムなど）は、代わりにsyn, antiを使用する。

## 環状化合物
環状化合物で隣接する炭素がどちらも三級炭素の場合、環から飛び出す置換の向きが環平面に対して同じ側か異なるかでcis, transを使用する（E, Zは使用されない）。
飽和縮合環化合物の場合も同様に、環平面に対して同じ側か異なるかでcis, transを使用する（E, Zは使用されない）。
環の幾何異性の位置が2つ以上ある複雑な場合はcis, trans表記よりも、(R), (S) の絶対配置で表記するのが適当である。